# 圖林斯克
58°02′43″N 63°41′51″E / 58.0453°N 63.6975°E
圖林斯克（俄语：Тури́нск）是俄羅斯斯維爾德洛夫斯克州東部图拉河的一個城市，位於葉卡捷琳堡東北253公里。2002年人口64,878人。
1600年建城。